# Claude Bolling
Claude Bolling (Cannes, 10 aprile 1930 – Saint-Cloud, 29 dicembre 2020) è stato un compositore, pianista e attore francese, di musica jazz.

## Biografia
Studia al Conservatorio di Nizza e, a partire dai 14 anni, è pianista professionista, chiamato ad accompagnare Rex Stewart (1951), Lionel Hampton (1956), Roy Eldridge (1953), e Kenny Clarke. Dotato di una tecnica musicale impressionante, il suo talento non si ferma al livello esecutivo ma prosegue anche in quello compositivo: è autore di più di cento colonne sonore, per la maggior parte francesi ma con collaborazioni anche estere (si ricordino Borsalino del 1970 e California Suite del 1979).
Bolling, oltre ad essere celebre per i suoi manuali didattici, è noto soprattutto per due elementi: con la sua big band ha riportato in auge lo stile della "Swing Era" (accompagnando in diversi dischi svariate star come ad esempio Brigitte Bardot ecc.) e si è impegnato nella composizione di brani fra il classico e il jazz. A quest'ultimo proposito è da citare l'album prodotto insieme al flautista Jean-Pierre Rampal Suite for Flute and Jazz Piano Trio, che già dal titolo introduce la commistioni di generi (il barocco e il jazz) presenti al suo interno.
Le sue collaborazioni nei diversi campi della musica includono personalità come Alexandre Lagoya, Pinchas Zukerman, Maurice André, Yo-Yo Ma, Lionel Hampton, Duke Ellington, Stéphane Grappelli, Django Reinhardt, Oscar Peterson, James Galway, Alessandro Boris Amisich, ecc.

## Filmografia parziale

### Attore
- The Day the Clown Cried, regia di Jerry Lewis (1972)
- La femme en bleu, regia di Michel Deville (1973)
- Le brigate del tigre (Les Brigades du Tigre) - serie TV, episodio L'homme à la casquette di Victor Vicas (1976)
- California Suite, regia di Herbert Ross (1978)

## Discografia parziale

### Album
- 1965 - Jazzgang Amadeus Mozart (Philips, 842.129 PY, LP)
- 1974 - Les Brigades du Tigre (Musique originale composée et dirigée par Claude Bolling, WDM, PL 9201, WM 335, 642 921, CD)

### Singoli
- 1977 - Flic story (CAM, CAM AMP 160, 7")

### Composizioni
- Claude Bolling Plays Duke Ellington (1959)
- Cat Anderson, Claude Bolling And Co. (1965)
- Original Ragtime (1966)
- Original Boogie Woogie (1968)
- Original Piano Blues (1969)
- Original Jazz Classics (1970)
- Original Piano Greats (1972)
- Swing Session (1973)
- Jazz Party (1975)
- With the Help of My Friends (1975)
- Keep Swingin' Volume 4 (1975)
- Suite for Flute and Jazz Piano (1975)
- Hot Sounds (1976)
- Concerto for Classical Guitar and Jazz Piano (1975)
- Suite for Violin and Jazz Piano Trio (1977)
- Jazz Gala 79 (1979)
- Just For Fun (1980)
- Picnic Suite for Guitar, Flute and Jazz Piano Trio (1980)
- Toot Suite (1981)
- Claude Bolling (1981)
- Suite for Chamber Orchestra and Jazz Piano Trio (1983)
- Suite for Cello and Jazz Piano Trio (1984)
- Jazz a la Francaise (1984)
- Live at the Meridien (1985)
- Suite No. 2 for Flute and Jazz Piano Trio (1987)
- Nuances (1988)
- Sonatas for Two Pianos (1989)
- Cross Over U.S.A. (1993)
- Enchanting Versailles - Strictly Classical (1994)
- A Drum is a Woman (1997)
- Tribute To The Piano Greats (2003)

### Colonna sonora
- Les aventures de Salavin, regia di Pierre Granier-Deferre (1964)
- Il cadavere dagli artigli d'acciaio (Qui?), regia di Leonard Keigel (1970)
- Borsalino, regia di Jacques Deray (1970)
- Lucky Luke (Daisy Town), regia di René Goscinny (1971)
- Per amore ho catturato una spia russa (To Catch a Spy), regia di Dick Clement (1971)
- Come si distrugge la reputazione del più grande agente segreto del mondo (Le magnifique), regia di Philippe de Broca (1973)
- Borsalino and Co., regia di Jacques Deray (1974)
- Lo zingaro (Le Gitan), regia di José Giovanni (1975)
- La gang dell'Anno Santo (L'année sainte), regia di Jean Girault (1976)
- Viaggio di paura (Les Passagers), regia di Serge Leroy (1977)
- Morti sospette (Un papillon sur l'épaule), regia di Jacques Deray (1978)
- California Suite, regia di Herbert Ross (1978)
- Tre uomini da abbattere (Trois hommes à abattre), regia di Jacques Deray (1980)
- Alla 39ª eclisse (The Awakening), regia di Mike Newell (1980)
- Per caso o per azzardo (Hasards ou coïncidences), regia di Claude Lelouch (1998)